# Rolando Del Bello
Rolando Del Bello, né le 26 octobre 1925 à Rome et mort le 1er janvier 2002 à Nerviano, est un joueur de tennis italien.

## Carrière
Rolando Del Bello a été victime dans sa jeunesse d'un accident, un chariot ayant écrasé sa cheville droite. Cela a eu des conséquences sur son jeu et particulièrement sur son déplacement. Il a été formé par son père Oberdan, directeur et entraîneur d'un club de tennis romain.
En 1942, il devient champion d'Italie junior à Milan. Il passe l'année suivante dans la première catégorie et grimpe dans la hiérarchie nationale pour atteindre la place de n°2 italien en 1951, derrière Fausto Gardini. Dans les compétitions séniors, il remporte en 1950 les championnats d'Italie en simple à Palerme contre son frère Marcello, et en double en 1949 et 1951 avec Mario Belardinelli.
Il est huitième de finaliste à Wimbledon en 1949 et à Roland-Garros en 1952, battu la première fois par John Bromwich et la seconde par Budge Patty. Parmi ses principales victoires en tournois, notons un titre à Cannes en 1949, San Remo en 1950 et aux championnats de Bavière en 1951. Comme son frère, il devient professionnel en 1954 au prestigieux Tennis Club Milano Alberto Bonacossa.
Il a joué en Coupe Davis avec l'équipe d'Italie de 1950 à 1953, remportant 15 matchs dont un en double et participant à la finale interzone à Sydney en 1952 face aux États-Unis.